# Mastermedia
Mastermedia sp. z o.o. (dawniej Mastermedia Cioczek i Wójciak sp. j.) – polska firma handlowa zajmująca się eksportem produktów spożywczych do różnych krajów na świecie. Współpracuje z producentami z Polski i innych krajów Europy (m.in. Ukraina, Rumunia). Dostarcza produkty spożywcze bezpośrednio do klientów: detalistów i sklepów indywidualnych. Należy do Stowarzyszenia Eksporterów Polskich.
Firma powstała w 2006 roku. Założyciele i współwłaściciele firmy Mastermedia to: Paweł Wójciak, Katarzyna Zdybicka-Wójciak i Grzegorz Cioczek.
Rynki, na jakie firma eksportuje produkty spożywcze to m.in. Wielka Brytania, Szkocja, Irlandia, Niderlandy, Belgia, Niemcy i Szwecja. Od 2021 roku firma Mastermedia dociera do Australii. Firma co roku zwiększa zasięg dystrybucji i eksportu żywności. W 2022 roku Mastermedia otworzyła kolejne rynki m.in. w Estonii, Francji, Norwegii i Rumunii i osiągnęła obroty w wysokości ponad 1,1 miliarda PLN.
Główna siedziba Mastermedia mieści się w Lublinie. Firma posiada 2 magazyny wysokiego składowania w Polsce (Świdnik k. Lublina i Wysogotowo k. Poznania) i 6 magazynów przeładunkowych za granicą. Zatrudnia ok. 800 osób w kraju i za granicą. W swojej ofercie ma 12 000 pozycji asortymentowych. Obsługuje około 1300 klientów za granicą, w tym 200 sklepów spożywczych własnej sieci franczyzowej Food Plus. Firma rozwija koncept franczyzowy od 2016 roku. Sieć sklepów spożywczych Food Plus działa w Niemczech, Wielkiej Brytanii, Niderlandach i Irlandii.
Kontrahenci Mastermedia do zamówień artykułów dostępnych w ofercie dystrybucyjnej korzystają z platformy online (od 2013 market24.pro, od 2022 mastersale.eu). Firma prowadzi także polski sklep internetowy dla konsumentów (shop.foodplus.eu), który działa obecnie w trzech krajach (na terenie Niemiec, Austrii i Wielkiej Brytanii).
Mastermedia sp. z o.o. sponsoruje lubelską drużynę żużlową Motor Lublin, jej zawodników Bartosza Zmarzlika oraz Dominika Kuberę. W gronie Partnerów firmy Mastermedia w sezonie 2023 znalazła się także Aleksandra Mirosław – rekordzistka świata we wspinaczce sportowej.
Firma Mastermedia sp. z o.o. jest laureatem wyróżnień m.in.:
- W 2016 roku znalazła się w raporcie „1000 firm, które inspirują Europę”, przygotowanym przez London Stock Exchange Group. Raport zwraca uwagę na te firmy, które są najbardziej atrakcyjne i dynamiczne w Europie[15].
- Orły Tygodnika „Wprost” – 2018[16], 2019 wśród liderów eksportu[17]
- Laureat Diamentów Forbes, czyli zestawienia najszybciej rozwijających się polskich firm: 2020[18], 2021[19], 2022[20], 2023[21] wyróżnienie w kategorii firm o przychodach powyżej 250 mln zł.
- „Setka Kuriera Lubelskiego” 2021 – wyróżnienie jako Firma rodzinna[22]
- „Złota Setka” 100 Najlepszych Firm Lubelszczyzny Dziennik Wschodni: 2020[23] i 2021[24]
- Wyróżnienia Instytutu Europejskiego Biznesu w XV edycji Konkursu Gepardy Biznesu 2020, XIII edycji Konkursu Brylanty Polskiej Gospodarki 2020 i IX edycji Konkursu Wielki Modernizator 2020[25]